# Sterrhopterix fusca
Sterrhopterix fusca là một loài bướm đêm thuộc họ Psychidae. Nó được tìm thấy ở Anh through central Europe, phía đông đến Nga, phía bắc đến Fennoscandia, the Baltic States và Karelia. Giới hạn phân bố miền nam từ bắc Ý đến România.

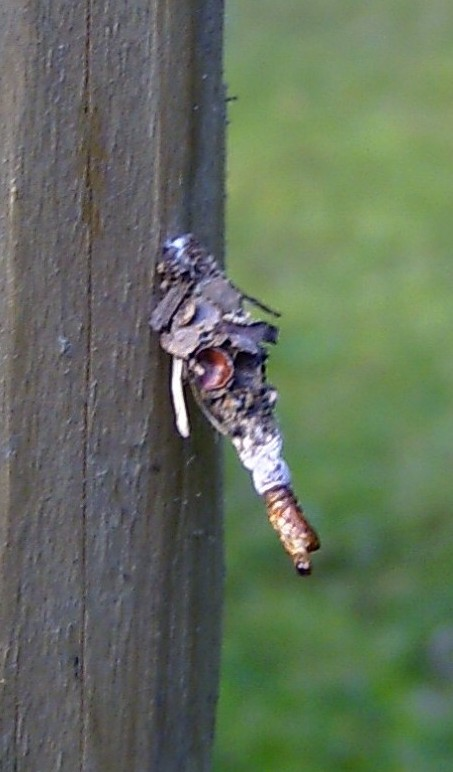
Kén con đực

There is strong sexual dimorphism in the adults. Males have a wingspan of 16–20 mm, con lớn có chiều dài 6–8 mm và không có cánh. Con trưởng thành bay từ tháng 6 đến tháng 7 làm một đợt.
Ấu trùng ăn various plants, bao gồm Bromus erectus, Carex brizoides, Ulmus, Alnus, Betula, Quercus, Prunus spinosa, Hippophae rhamnoides và Vaccinium uliginosum.

## Hình ảnh

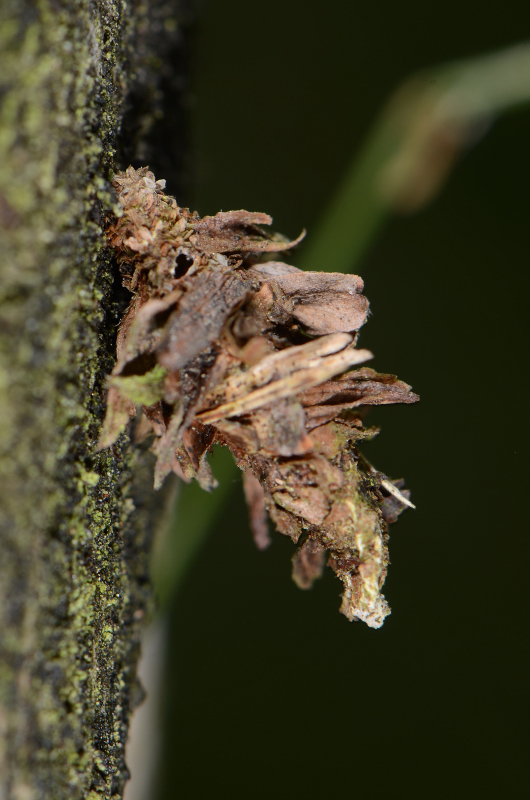
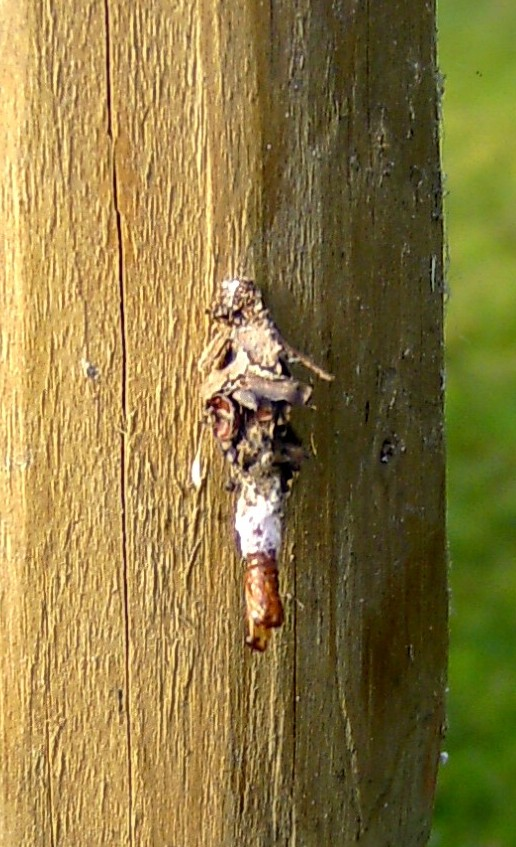
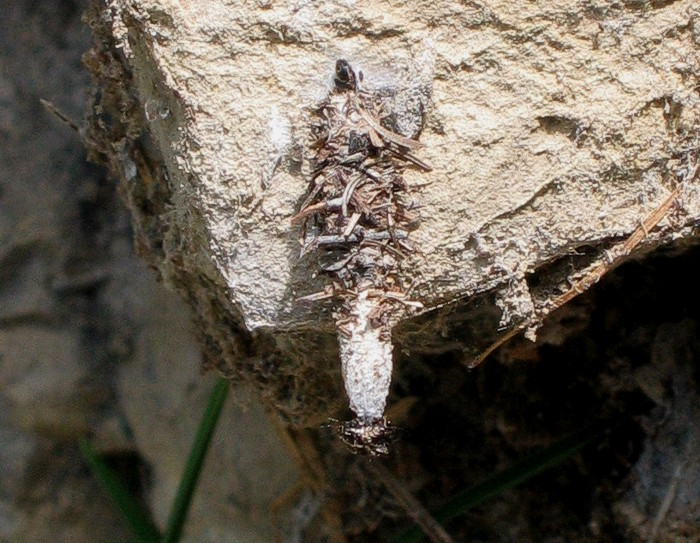